# Vítr ve vrbách
Vítr ve vrbách, často celým názvem Vítr ve vrbách aneb Žabákova dobrodružství (dříve Žabákova dobrodružství, v anglickém originále The Wind in the Willows) je dobrodružný román pro děti skotského spisovatele Kennetha Grahama. Poprvé vyšel roku 1908 a i přes počáteční vlažné přijetí se časem stal jedním z nejoblíbenějších děl anglické dětské literatury.

## Vznik
Kenneth Grahame s manželkou měli syna Alastaira (* 1900). Ten se narodil předčasně, neviděl na jedno oko a celý život se potýkal se zdravotními problémy. Když byly Alastairovi čtyři roky, začal mu otec vyprávět příběhy před spaním, v nichž postupem času začala vystupovat zvířata s lidskými vlastnostmi.
Roku 1908 Grahame odešel do předčasného důchodu ze svého zaměstnání v Bank of England a přestěhoval se se svou rodinou na starou farmu do obce Blewbury v těsné blízkosti Temže. Zde, inspirován nádhernou okolní krajinou a svými příběhy původně určenými jen synovi, napsal dílo Vítr ve vrbách.

## Příběh
Příběh vypráví o osudech zvířat s lidskými charaktery; pánů Žabáka, Krysy, Krtka a Jezevce. Ti společně obývají idylický anglický venkov, konkrétně Divoký hvozd a říční břeh, a zažívají různé příběhy v návaznosti na měnící se roční období.
Dějových linií je v díle obsaženo hned několik, hlavní zápletku pak ale tvoří osudy naivního Žabáka, jehož rychle se střídající vášně (jako např. rychlá auta či hausbóty) jej zavedou i do vězení, z něhož později uprchne.
Závěrem pak musí zvířátka spojit své síly proti zlotřilým lasičkám, jež se pokouší zmocnit se Žabákova luxusního panství u řeky. Žabák si konečně uvědomuje, kolik trablí během svého rozverného života způsobil. To jej vede k nápravě. 

## Postavy

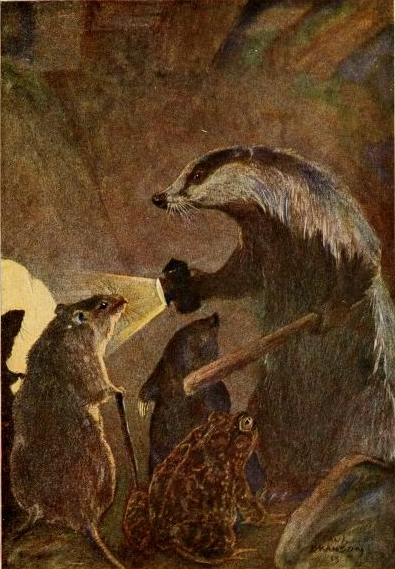
Konverzace protagonistů v podání ilustrátora Paula Bransoma

- Žabák – majitel mohutného panství na břehu řeky, které zdědil společně se značnou sumou peněz po svém zesnulém otci. Je přátelský a dobrosrdečný, na druhou stranu také velmi vychloubačný a lehkomyslný. Jeho velmi často se střídající záliby působí problémy nejen jemu, ale i svému okolí. Dostaly jej už  do nemocnice i vězení.
- Krtek – vlídný, slušný a starostlivý, ovšem také plachý obyvatel své podzemní nory, jenž se začátkem knihy přestěhuje na říční břeh za panem Krysou
- Krysa – bystrý, přívětivý a okouzlující obyvatel říčního břehu. Z celého srdce miluje prostředí, ve kterém žije a ve volném čase skládá básně. Jedná se o snílka s poetickou a bezstarostnou povahou-
- Jezevec – přísný, ovšem zároveň ohleduplný obyvatel podzemního systému chodeb v Divokém hvozdu. Jedná se o přítele Žabákova zesnulého otce, a proto striktně dohlíží na Žabákovo nerozvážné jednání. V závěrečné bitvě o Žabákův dům se pak osvědčí jeho fyzická síla a nebojácnost.

## Přijetí a odkaz
Mnoho nakladatelství Grahamovo dílo odmítlo publikovat. Po vydání získala kniha negativní recenze od kritiků, kteří doufali, že se román ponese v duchu předchozích Grahamových děl. Veřejnost si Vítr ve vrbách nicméně zamilovala. Dokonce i tehdejší americký prezident Theodore Roosevelt napsal Grahamovi dopis, v němž vyjadřoval svůj obdiv k tomuto dílu.
Důkazem mimořádné obliby je i fakt, že Vítr ve vrbách se v anketě The Big Read, vyhlášené roku 2003 společností BBC o nejoblíbenější knihu britských čtenářů, umístil na úctyhodné 16. pozici.
Dílo se dočkalo mnoha divadelních, rádiových i televizních adaptací. Inspirovalo například 11. celovečerní animovaný film od Disneyho The Adventures of Ichabod and Mr. Toad (1949). Na základě toho vznikla i klasická atrakce Mr. Toad's Wild Ride v kalifornském Disneylandu.

## České překlady
- 1933 Míla Grimmichová, Jaroslav Seifert (verše)
- 2011 Helena Čížková
- 2019 Alexandra Niklíčková
- 2022 Lenka Sobotová